# Koryta (województwo mazowieckie)
Koryta – wieś sołecka w Polsce położona w województwie mazowieckim, w powiecie piaseczyńskim, w gminie Prażmów.
W latach 1975–1998 miejscowość administracyjnie należała do województwa warszawskiego.